# 폭풍의 언덕
《폭풍의 언덕》(영어: Wuthering Heights)은 영국의 작가 에밀리 브론테가 필명 엘리스 벨(Ellis Bell)로 출간한 유일한 소설이자 유작 소설이다. 아버지 패트릭 브론테 신부가 성공회 사제였던 가정환경상 에밀리는 어린시절을 사제관이 있던 영국 요크셔의 황량한 벌판에서 보내면서 작가로서의 상상력을 길렀으며, 어른이 된 후 요크셔 벌판의 폐가(TopWithens)에서 영감을 얻어 《폭풍의 언덕》을 썼다. 캐서린(Catherine Earnshaw)과 히스클리프(Heathcliff)와의 불멸의 사랑을 우울하면서도 아름답게 묘사한 작품으로 등장인물들의 심리묘사가 뛰어난 게 장점이다. 출간당시에는 비윤리적이라는 비난을 받았지만, 20세기에 토머스 몸 등에 의해 재평가되었다. 한국어판은 을유문화사, 범우사 등의 문학전문출판사들에 의해서 역간되었다.

## 인물관계도
드러시크로스 저택 가족
-언쇼(아버지)
-아들: 힌들리 -> 히스클리프를 머슴처럼 다룸
-> 힌들리의 아들: 헤어틴
-아들: 에드거 -> 캐서린(후에 죽음)과 결혼
-> 에드거의 딸: 캐시
-> 에드거의 동생: 이사벨라
-히스클리프 -> 이사벨라와 결혼
-> 히스클리프의 아들

## 줄거리
1801년 황량한 벌판에 위치한 폭풍의 언덕에 세입자인 락우드씨가 찾아온다. 자신이 세든 집인 드러시크로스 저택의 주인인 히스클리프를 만나기 위해서였다. 하지만 사람들이 모두 거칠었고 잘 곳도 변변하지 못하여 감기에 걸려서 돌아온다. 집에 돌아온 락우드는 폭풍의 언덕과 드러시크로스 저택의 역사를 잘 알고 있는 가정부 넬리 딘에게 그동안 있었던 두 집안의 역사에 대해서 듣는다.
한국에서는 도스죠스 출판사 폭풍의 언덕이 있습니다.

### 이야기 1
폭풍의 언덕의 주인이었던 언쇼는 리버풀에 갔다가 거지꼴을 한 소년을 데려온다. 가족들은 출신을 알 수 없는 소년에게 경계심을 갖고있었는데, 특히 아들 힌들리는 히스클리프를 미워한다. 죽은 아들의 이름까지 지어줄 정도로 히스클리프를 편애하는 아버지에 대한 불만때문이었다. 아버지가 죽은 후, 아내 프랜시스를 데리고 집에 돌아온 힌들리는 결국 히스클리프를 머슴처럼 가혹하게 학대한다. 게다가 어린시절부터 같이 자랐던 친구이자 애인인 캐서린까지 드러시크로스 저택의 아들인 에드거에게 사랑을 품자, 이에 상심한 히스클리프는 가출한다.

### 이야기 2
몇 년후 부자가 되어서 돌아온 히스클리프는 몸이 약했던 아내 프랜시스의 죽음 이후 폐인이 된 힌들리를 도박에 빠지게 해 빈털털이로 만든다. 알코올 중독으로 힌들리가 죽자, 그는 힌들리의 아들인 헤어턴에게 자신이 당한 대로 앙갚음을 하여, 무식한 머슴으로 키운다. 새끼 뻐꾸기가 다른 새의 알들을 내치는 것처럼, 폭풍의 언덕의 주인이 머슴이 된 것이다. 그리고 자신의 애인을 뺏어간 에드거의 여동생 이사벨라를 유혹해서 결혼한 뒤, 인권을 짓밟는다.
히스클리프와의 만남 이후 결혼 전부터 갖고 있던 정신착란이 심해져서 죽은 캐서린만 찾으며 무관심과 학대를 견디지 못한 이사벨라는 런던으로 달아나서 아들을 낳는다. 한편 에드거는 죽은 아내가 남긴 외동딸 캐시를 곱게 키운다.

### 이야기 3
여동생이 병으로 죽자 에드거는 런던에 가서 조카를 몰래 데려오지만 12살의 철없는 꼬마 캐시의 말실수로 발각된다. 히스클리프가 아들을 데려갈 것이 분명하자, 에드거는 마지못해서 조카를 폭풍의 언덕에 데려다 준다. 까다롭고 버릇없는데다가 허약하기까지 한 아들이 마음에 들 리 없었지만, 히스클리프는 아들을 캐시와 결혼시켜서 드러시크로스를 먹어치울 생각을 한다. 결국 히스클리프는 아들을 캐시와 강제로 결혼시켜, 탐욕을 채운다. 딘은 셋방을 구해서 어릴 적부터 돌보았던 캐시 아가씨를 다시 모시고 싶어하지만 그건 부질없는 생각이었다.

### 이야기 4
1802년 (친구의 초대를 받아서 가던) 락우드는 폭풍의 언덕에 다시 온다. 전세 문제를 이야기하기 위해서였는데, 딘 아주머니는 히스클리프가 죽었다고 했다. 비가 몰아치는 날, 눈도 못 감고 죽었다는 것이다. 하지만, 헤어턴과 캐시 사이에서 사랑의 감정이 싹트고 결혼을 앞두면서, 폭풍의 집과 드러시크로스저택의 불행한 역사는 끝나고 새로운 역사가 시작된다.

## 소설속 인물들의 역사
- 1757 힌들리 언쇼(Hindley), 넬리 딘(Nelly Dean) 태어남
- 1762 에드거 린튼(Edgar Linton) 태어남
- 1764 히스클리프(Heathcliff) 태어남
- 1765 캐서린 언쇼(Catherine Earnshaw),이사벨라 린튼(Isabella Linton) 태어남
- 1771 히스클리프가 언쇼씨의 눈에 띄어, 워더링 하이츠에 왔다.
- 1773 언쇼 부인 별세
- 1774 힌들리가 아버지와 부목사의 권유로 대학교에 입학.
- 1777 힌들리, 프랜시스와 결혼하다. 언쇼씨 별세. 힌들리 집에 돌아오고, 캐서린은 드러시크로스 저택(Thrushcross Grange)에서 개에 물려서 보살핌을 받다가, 크리스마스 전날에 집에 돌아왔다.
- 1778 헤어턴이 태어나지만, 프랜시스는 병으로 별세하였다.
- 1780 히스클리프가 폭풍의 언덕에서 뛰쳐나가고, 린튼씨 부부가 별세하였다.
- 1783 캐서린이 에드거와 결혼하고, 히스클리프가 다시 폭풍의 언덕에 돌아왔다.
- 1784 히스클리프 이사벨라와 결혼. 캐서린이 정신장애로 죽기전 외동딸 캐시를 낳았다. 힌들리가 죽고, 이사벨라의 아들 린튼 히스클리프가 태어났다.
- 1797 이사벨라가 죽고, 캐시는 폭풍의 언덕에서 헤어턴을 만났다. 린튼은 드러시크로스저택에 돌아오지만, 억지로 폭풍의 언덕에 가야했다.
- 1800 캐시가 히스클리프와 린튼을 만났다.이때 히스클리프는 린튼과 캐시가 자주 만나게 한다.
- 1801 캐시와 린튼이 히스클리프의 음모로 억지로 결혼하였으며, 에드거와 린튼이 병으로 별세하였다. 락우드(Mr. Lockwood)가 드러시크로스에 세들었다.
- 1802 로크우드가 런던에서 드러시크로스에 돌아옴. 히스클리프 별세.
- 1803 캐시와 헤어턴 결혼.
- 1804 레이디제인 출생.